# Ototossicità
Si definisce ototossicità la proprietà tossica di certi farmaci e tossine nei confronti delle strutture dell'orecchio interno (in particolare delle cellule costituenti la coclea ed il vestibolo) o del nervo acustico.
Il danno tossico è solitamente accompagnato da sintomi di vertigine, di ipoacusia, di iperacusia ed acufeni. Nei casi più gravi, l'azione ototossica può portare a marcate perdite funzionali dell'udito, fino alla sordità completa.

## Farmaci ototossici
Nella maggior parte dei casi, i danni ototossici derivano dall'assunzione di particolari tipi di farmaci. Potenzialmente, molte decine di farmaci possono causare l'azione lesiva; tra i più noti (elenco non esaustivo):
- Antibiotici aminoglicosidici: (Streptomicina, Neomicina, Gentamicina, Kanamicina, etc.);
- Antibiotici glicopeptidici: (Vancomicina, etc.);
- Antibiotici macrolidi: (Eritromicina - ototossicità temporanea; etc.);
- FANS: (Acido Acetilsalicilico - Aspirina; Ibuprofene, Ketoprofene, Fenilbutazone, etc.)
- Diuretici: (Furosemide, etc.)
- Chemioterapici antineoplastici: (Cisplatino, Vincristina, Vinblastina, Bleomicina, etc.)
- Antimalarici: (Chinino, Clorochina, etc.)

Si ipotizza la presenza di una possibile predisposizione genetica facilitante il danno ototossico.
In caso di reazioni ototossiche, è consigliata (quando possibile) la sospensione del farmaco, ed una valutazione medica specialistica (solitamente otorinolaringoiatrica).